# Michaił Szatow
Michaił Wasiljewicz Szatow, ros. Михаил Васильевич Шатов (ur. 5 lipca 1920 r. we wsi Naryszkino w guberni riazańskiej, zm. 22 października 1980 r. w Nowym Jorku) – radziecki wojskowy, oficer Rosyjskiej Narodowej Armii Ludowej, a następnie dowódca pododdziału ochronnego głównodowodzącego Sił Zbrojnych Komitetu Wyzwolenia Narodów Rosji podczas II wojny światowej, emigracyjny działacz, wydawca i publicysta antysowiecki, bibliograf.

## Życiorys
Urodził się jako Piotr W. Kasztanow. Ukończył instytut, a następnie szkołę wojskową. Służył we flocie wojennej Armii Czerwonej. Był prawdopodobnie oficerem artyleryjskim na okręcie wojennym. Po ataku wojsk niemieckich na ZSRR 22 czerwca 1941 r., służył w wojskach pogranicznych. Na pocz. 1942 r. dostał się do niewoli niemieckiej. Przebywał krótko w obozie jenieckim. Wstąpił do nowo formowanej Rosyjskiej Narodowej Armii Ludowej (RNNA). Uczestniczył w walkach z partyzantami, będąc kilkakrotnie ranny. Od 1943 r. służył na Zachodzie. Pod koniec 1944 r. przeszedł do nowo formowanych Sił Zbrojnych Komitetu Wyzwolenia Narodów Rosji. Otrzymał stopień kapitana. Objął dowództwo pododdziału ochronnego gen. Andrieja A. Własowa, zaś w styczniu 1945 r. został dowódcą ochrony sztabu Sił Zbrojnych KONR. Awansował do stopnia majora. Krótko przed zakończeniem wojny wstąpił do sekcji młodzieżowej Komitetu Wyzwolenia Narodów Rosji (KONR). Po zakończeniu wojny uniknął deportacji do ZSRR. Ukrywał się we francuskiej strefie okupacyjnej Niemiec pod fałszywym nazwiskiem Michaił W. Szatow. Działał przeciwko repatriacji byłych "własowców" do Związku Radzieckiego. Wstąpił do Związku Walki o Wyzwolenie Narodów Rosji (SBONR) i Związku Bojowników Ruchu Wyzwoleńczego (SWOD). Od 1948 r. współwydawał organ prasowy SBONR pt. "Prizyw". W 1950 r. wyjechał do USA. Pracował jako malarz, kamieniarz, a następnie taksówkarz. W 1955 r. znalazł pracę w bibliotece University Columbia w Nowym Jorku. W 1956 r. założył unikalne "Archiwum ROA". Publikował liczne artykuły w emigracyjnej prasie rosyjskiej dotyczące historii Rosyjskiej Armii Wyzwoleńczej (ROA). W 1967 r. ukończył studia biblioteczno-bibliograficzne na University Columbia. Napisał szereg prac bibliograficznych. Próbował stworzyć Rosyjski Zagraniczny Dom Książki, ale musiał zrezygnować z powodu braku finansów. W 1972 r. był jednym z założycieli Kongresu Rosyjskich Amerykanów, wchodząc w skład jego kierownictwa. Był też członkiem Rosyjskiej Grupy Akademickiej w USA.

## Prace bibliograficzne
- Библиографический указатель русской печати за рубежом за 1957—1958 годы, [w:] "Мосты", Nr 3, 1960 Monachium,
- Библиографический указатель русской печати за рубежом за 1959 год, [w:] "Мосты", Nr 6, 1961 Monachium,
- Библиографический указатель русской печати за рубежом за 1960 год, [w:] "Мосты", Nr 8, 1962 Monachium,
- Библиография ОДНР в годы Второй мировой войны (1941 -1945), 1961,
- Half a Century of Russian Serials, 1917-1968. V.II. N.Y., 1971; V. I, III, IV. N.Y., 1972.